# Erich Meckel
Erich Meckel (* 16. Februar 1919 in Diez; † 28. Mai 1981 in Bad Ems) war ein deutscher Politiker (SPD).

## Leben
Meckel besuchte bis 1933 die Volksschule und absolvierte im Anschluss eine kaufmännische Lehre, die er 1936 mit der Gehilfenprüfung abschloss. Er leistete ab 1937 Reichsarbeitsdienst, nahm anschließend als Soldat am Zweiten Weltkrieg teil und geriet zuletzt in Gefangenschaft, aus der er 1948 entlassen wurde. Von 1949 bis 1950 arbeitete er als Bergmann. Danach war er bis 1951 als Angestellter für die Volkszählung und im Anschluss als Filialleiter tätig. 1954 erhielt er eine Stelle beim Statistischen Landesamt Rheinland-Pfalz in Bad Ems. Neben seiner beruflichen Tätigkeit engagierte er sich ehrenamtlich in der Arbeiterwohlfahrt, deren Bezirksvorstand er ab 1967 angehörte.
Meckel trat 1956 in die SPD ein. Er war ab 1960 Mitglied des Stadtrates von Bad Ems und dort ab 1964 Vorsitzender der SPD-Fraktion. 1964 wurde er in den Kreistag des Unterlahnkreises (seit der Gebietsreform 1969: Rhein-Lahn-Kreis) gewählt, wo er 1971 ebenfalls den Vorsitz der SPD-Fraktion übernahm. Bei der Landtagswahl 1971 wurde er über einen Listenplatz der SPD in den Landtag von Rheinland-Pfalz gewählt. Im Landtag war er Mitglied des Ausschusses für Landwirtschaft und Weinbau sowie des Rechtsausschusses. Aufgrund der Urteile des Bundesverfassungsgerichts und des Wahlprüfungsgerichts Rheinland-Pfalz schied er am 12. Dezember 1972 vorzeitig aus dem Parlament aus. Das Bundesverfassungsgericht hatte das Landeswahlgesetz teilweise für verfassungswidrig erklärt.